# Teodor Heba
Teodor Heba (ur. 10 czerwca 1914 w Tiranie, zm. 30 maja 2001 tamże) – albański polityk komunistyczny, przewodniczący prezydium parlamentu w latach 1950–1951.

## Życiorys
Pochodził z ubogiej rodziny rzemieślniczej. W dzieciństwie wyemigrował do Rumunii, gdzie w 1925 ukończył szkołę średnią, a następnie czteroklasową szkołę handlową. Powrócił do Albanii w 1933 i związał się z grupą komunistyczną działającą w Szkodrze. W 1941 wstąpił do Komunistycznej Partii Albanii. W 1942 aresztowany przez włoskie władze okupacyjne i skazany na 14 lat więzienia. W lipcu 1943 uciekł z więzienia i dołączył do oddziału partyzanckiego AWN. W latach 1943-1944 pracował w sztabie generalnym AWN stacjonującym we wsi Helmas.
W 1945 objął stanowisko dyrektora d.s. kadrowych w ministerstwie robót publicznych. W roku 1946 kierował strukturami Komunistycznej Partii Albanii w Durrësie. W latach 1948–1950 kierował albańską placówką dyplomatyczną w Sofii. W 1950 wybrany deputowanym do Zgromadzenia Ludowego, przez rok pełnił funkcję przewodniczącego prezydium parlamentu. W Komitecie Centralnym Albańskiej Partii Pracy pełnił funkcję kierownika działu kadr. Na fali czystek po usunięciu Tuka Jakovy i Manola Konomiego także Heba stracił swoje stanowisko i objął funkcję ambasadora Albanii w Rumunii.